# Edwardes Lake
Edwardes Lake är en sjö i Australien. Den ligger i delstaten Victoria, omkring 12 kilometer norr om delstatshuvudstaden Melbourne. 
Runt Edwardes Lake är det i huvudsak tätbebyggt. Runt Edwardes Lake är det mycket tätbefolkat, med 2 103 invånare per kvadratkilometer. Genomsnittlig årsnederbörd är 1 244 millimeter. Den regnigaste månaden är juli, med i genomsnitt 140 mm nederbörd, och den torraste är januari, med 49 mm nederbörd.